# تشارلز هنري دافيسون
تشارلز هنري دافيسون هو سياسي كندي، ولد في 25 يوليو 1840، وتوفي في 26 أغسطس 1896. حزبياً، نشط في الحزب الليبرالي في نوفا سكوشا ‏. وقد انتخب عضو مجلس نواب نوفا سكوتيا.